# Schefflera lociana
Schefflera lociana är en araliaväxtart som beskrevs av Igor Vladimirovich Grushvitzky och Nina Timofeevna Skvortsova. Schefflera lociana ingår i släktet Schefflera och familjen araliaväxter.

## Underarter
Arten delas in i följande underarter:
- S. l. lociana
- S. l. megaphylla